# 使用域
言語学において使用域（しよういき）とは、特定の目的や特定の社会的な場面で使用される言語変種の一つ。英語を使ってそのまま「レジスター」（Register）とも、「言語使用域」とも、物理学の用語を転用して「位相」とも呼ぶ。さらに「ジャンル」（genre）と呼ばれることもある。言語は発話者と聞き手の関係によって成立するという言語理論の基本的な考え方を表す用語でもある。
隠語（ジャーゴンとも集団語とも呼ばれる）は、隠語が使われる集団がほぼ限定されている。使用域は相手との関係において特定の属性をもつ人々によって使う言葉と意味の違いによって決まる。

## 用例
日本人は相手の年齢や立場、状況によって言語の使用方法を変える。これが使用域である。特に日本語では男性語と女性語の違いが大きい。例えば、成人男性なら、上司に対して「わたし」とか「わたくし」といい、同僚に対しては「ぼく」、友人に対しては「おれ」、自分の子どもに対しては「パパ」「お父さん」、小さな子どもに対しては「おじさん」と自称し、言葉の使い方もそれに合わせたものを話す。職場で話す時と、家庭で話す時と、飲み屋で話す時と、内緒話をする時などでも使用域が異なる。また、話し言葉と書き言葉も使用域が異なる。
日本語には「役割語」（金水敏の用語）があり、実際に使われているかどうかは別に、例えば「〜のう」は老人の役割を表し、「かたじけない」は武士や剣士の役割を表し、「ほほほ」は女性の笑い声としての役割を果たしている。

日本語の「やばい」も負の意味から大きく変化した。